# Finn Martin
Finn Martin (* ca. 1983 in Berlin) ist ein deutscher Popsänger.

## Leben
Als Martin 17 Jahre alt war, unterschrieb er seinen ersten Plattenvertrag. Von 2006 bis 2010 bildete er zusammen mit Marco Möller, Philipp Steinke und Anthony Thet die deutsche Pop-Rock-Band Asher Lane. Mit dem Titel Change nahm er 2013 am deutschen Vorentscheid zum Eurovision Song Contest teil. Bevor er 2013 seine erste eigene Single veröffentlichte, war er bereits als Komponist tätig. Er komponierte u. a. die Titel Ich bin ich und Moment von Glasperlenspiel, die die deutschen Singlecharts erreichten.

## Diskografie
Singles
- 2013: Change

Alben
- 2013: Change